# Nieżychowice
Nieżychowice est une localité polonaise de la gmina rurale et du powiat de Chojnice situés en voïvodie de Poméranie. 

## Géographie

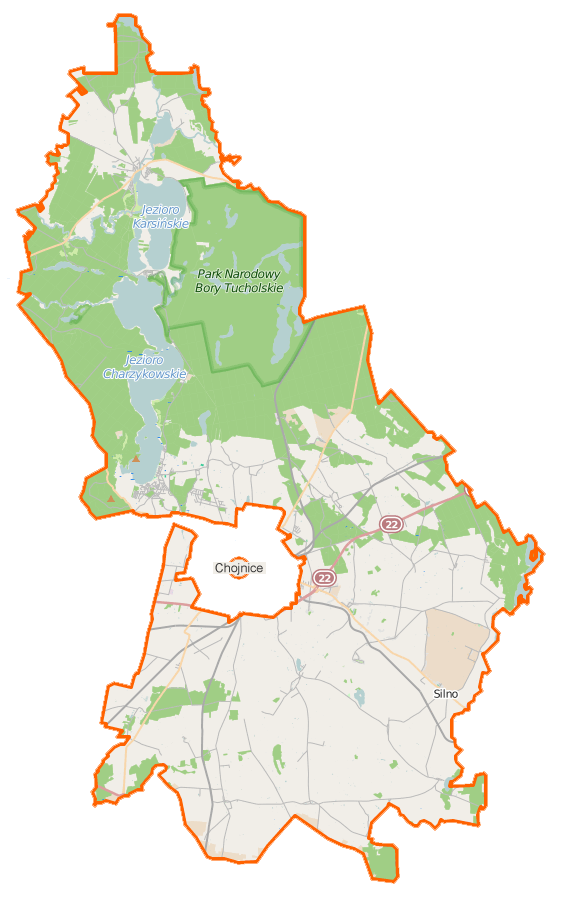
Carte de la gmina de Chojnice.

## Histoire
Jusqu'en 1919, Schönfeld fait partie de l'arrondissement de Konitz (de) dans le district de Marienwerder de la province de Prusse-Occidentale.